# L'un de nous doit mourir
Pour plus de détails, voir Fiche technique et Distribution.
L'un de nous doit mourir est un thriller mexicain réalisé par Manolo Cardona et sorti en 2023 sur la plateforme Paramount+.

## Synopsis
Sept personnes se retrouvent mystérieusement enfermées dans une pièce pour jouer à un jeu malsain, choisir qui doit mourir.

## Fiche technique
- Titre : L'un de nous doit mourir
- Titre original : Uno Para Morir
- Titre alternatif : Death's Roulette
- Réalisation : Manolo Cardona[1]
- Scénaristes : Gavo Amiel et Julieta Steinberg
- Pays d'origine : Mexique
- Date de sortie : 5 mai 2023[1]
- Durée : 90 minutes[1]
- Langue : Espagnol
- Distribution : Paramount+

## Distribution
- Manolo Cardona (VF : Boris Rehlinger) : Pablo Vega
- Dagoberto Gama (VF : David Krüger) : Armando
- Maribel Verdú (VF : Hélène Bizot) : Marta
- Carla Adell (VF : Lou Howard) : Lupe
- Adriana Paz (VF : Charlotte Correa) : Teresa
- Juan Carlos Remolina (VF : Thierry Ragueneau) : Esteban
- Fernando Becerril (VF : Philippe Ariotti) : José
- Tiago Correa : Joaquin
- Frank Gerrish (VF : Kévin Goffette) : la voix du jeu

 Source et légende : version française (VF) sur RS Doublage